# Moustafa Flissate
Moustafa Flissate (arab. مصطفى فليسات, ur. 7 stycznia 1989 w Casablance) – marokański piłkarz, grający na pozycji obrońcy w Chababie Mrirt.

## Kariera klubowa

### Początki
Jako junior grał w Rachad Bernoussi. Grał tam również jako senior do 2011 roku.

### Difaâ El Jadida
1 stycznia 2011 roku przeszedł do Difaâ El Jadida. W sezonie 2011/2012 (pierwszym w bazie Transfermarkt) zagrał 11 meczów. W kolejnym sezonie rozegrał 3 spotkania. W sezonie 2013/2014 wystąpił w 7 meczach, raz trafił do siatki. W sezonie 2014/2015 zagrał 8 meczów.

### JS Massira
1 lipca 2015 roku został graczem JS Massira.

### Racing Casablanca
29 lipca 2017 roku przeniósł się do Racingu Casablanca. W tym klubie zadebiutował 17 września 2017 roku w meczu przeciwko Ittihadowi Tanger (1:1). Zagrał całe spotkanie. W sumie rozegrał 10 meczów.

### Dalsza kariera
23 stycznia 2018 roku przeniósł się do USM Oujda. 1 sierpnia 2018 roku przeniósł się do Chababu Atlas Khénifra. 3 lutego 2021 roku został zawodnikiem Chababu Rif Al Hoceima. 1 lipca 2022 roku podpisał kontrakt z Chababem Mrirt.